# Jan Brandts Buys

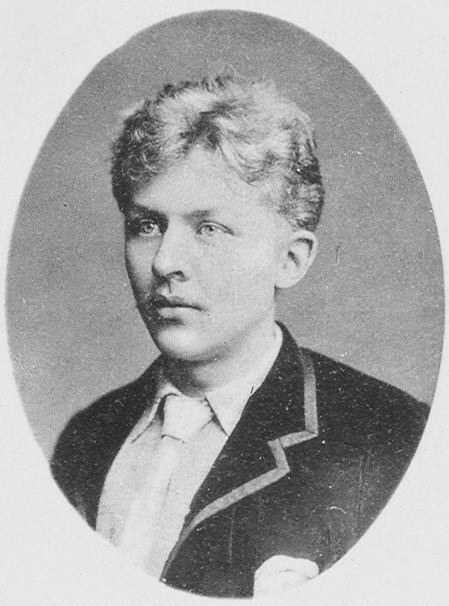
Jan Brandts Buys (um 1893)

Jan Brandts Buys (* 12. September 1868 in Zutphen, Niederlande; † 7. Dezember 1933 in Salzburg) war ein niederländischer Komponist.

## Leben
Jan Willem Frans Brandts Buys (so sein vollständiger Name, in seiner Heimat wird der Familienname ohne Bindestrich geschrieben) entstammte einer sehr musikalischen Familie. Etliche seiner Vorfahren waren Organisten und Komponisten (vor allem protestantischer Kirchenmusik). Sein Vater Marius Adrianus bekleidete verschiedene musikalische Ämter in Zutphen. So blieb es nicht aus, dass auch der sehr begabte Jan – er war gerade mal 13 Jahre alt! – seine erste Anstellung als Organist an der Broederenkerk in Zutphen fand, jedoch improvisierte er lieber an der größeren Baeder-Orgel in der Walpurgiskirche. Bald begann er Klavierstücke, Lieder und Kammermusik zu komponieren. 
In seinem Haus Zaadmarkt 98a gingen regelmäßig musikalische Gäste ein und aus. Er unterhielt auch einen regen Briefaustausch, u. a. mit Henryk Wieniawski, Anton Rubinstein und Edvard Grieg. So lernte er die Werke der großen Meister seiner Zeit kennen.
1889 begann er, Musik am Raff-Konservatorium in Frankfurt am Main zu studieren. Drei Jahre später setzte er sein Studium in Wien fort. Dort traf er mit Johannes Brahms zusammen. Brahms erkannte sein Talent für dramatische Werke und empfahl ihm, Opern zu komponieren. Brandts Buys befolgte den Rat und sollte es nicht bereuen: sein Œuvre umfasst einen großen Anteil meist heiterer Spielopern. Seine bekannteste wurde Die Schneider von Schönau, die am 1. April 1916 an der Dresdner Hofoper ihre Uraufführung erlebte und von hier aus ihren Siegeszug um die Welt antrat.
1928 nahm Brandts Buys seinen Wohnsitz in Salzburg, wo viele seiner konzertanten Werke ihre Uraufführung erlebten. Hier komponierte er auch die Salzburger Serenade. Am 8. Dezember 1933 starb er in seiner Wahlheimat. Die Stadt errichtete ihm ein Ehrengrab der „Gruppe 115“ auf dem Salzburger Kommunalfriedhof.

## Werke (Auswahl)

### Opern
- Das Veilchenfest (1909, Berlin)
- Das Glockenspiel (1913, Dresden)
- Die Schneider von Schönau (1916, Dresden)
- Der Eroberer (1918, Dresden)
- Micarême (1919, Wien)
- Der Mann im Mond (1922, Dresden)
- Traumland (1927, Dresden)

### Instrumentalwerke
- Klavierkonzert op. 15
- Romantische Serenade für Streichquartett (op. 25)
- Werke für Klavier, Orgel, Orchester, Lieder, Chöre und Kantaten